# Ornella Marcucci
Ornella Marcucci est une actrice italienne connue en France pour avoir joué le rôle de Catherine dans le premier épisode de la saga La Caverne de la rose d'or.

## Filmographie

### Cinéma
- 1989 : Little White Lies d'Anson Williams

### Télévision
- 1985 : Hotel delle Ombre de Stephen Natanson
- 1987 : L'estate sta finendo de Bruno Cortini
- 1988 : Colletti bianchi (mini-série)
- 1989 : La vita che ti diedi de Gianfranco Mingozzi
- 1991 : La Caverne de la rose d'or de Lamberto Bava
- 1992 : Così fan tutte de Tinto Brass